# Осада Киева (1036)
Осада Киева печенегами (1036) — военная акция печенегов против столицы Киевской Руси, начатая после смерти черниговского князя Мстислава Храброго и во время отъезда Ярослава Мудрого из Киева в Новгород.
Описана в «Повести временных лет». Стала последним вторжением печенегов на Русь.

## История
В 1036 году Ярослав стал самовластцем в Русской земле, объединив под своей властью киевскую и черниговскую стороны Днепра, когда его брат Мстислав умер в Чернигове без наследников. Ярослав поехал в Новгород посадить там своего старшего на тот момент сына Владимира.
Узнав о начале осады Киева печенегами, Ярослав вернулся на юг с варягами и словенами. С этими силами он прорвался внутрь осаждённого Киева, и вместе с местными силами предпринял общую вылазку.
Ярослав применил расчленённый на три полка по фронту боевой порядок, который применил Мстислав в неудачной для Ярослава битве при Листвене (1024). Дружина Ярослава (варяги) встала по центру, киевляне на правом фланге, новгородцы на левом. Битва продолжалась целый день и закончилась полной победой русских и бегством печенегов. Во время бегства множество печенегов утонуло в Сетомли и других реках.

## Последствия
Летопись связывает с этой победой строительство Софийского собора в Киеве на месте сражения (хотя существуют и версии его более ранней постройки) и строительство новой киевской крепости, «Ярославова града».
После поражения печенегов под Киевом и разгрома торков тремя Ярославичами и Всеславом полоцким (1060) доминировать в степях стали половцы.